# Pawłów Stary (gromada)
Pawłów Stary (pod koniec Stary Pawłów) – dawna gromada, czyli najmniejsza jednostka podziału terytorialnego Polskiej Rzeczypospolitej Ludowej w latach 1954–1972.
Gromady, z gromadzkimi radami narodowymi (GRN) jako organami władzy najniższego stopnia na wsi, funkcjonowały od reformy reorganizującej administrację wiejską przeprowadzonej jesienią 1954 do momentu ich zniesienia z dniem 1 stycznia 1973, tym samym wypierając organizację gminną w latach 1954–1972.
Gromadę Pawłów Stary siedzibą GRN w Pawłowie Starym (w obecnym brzmieniu Stary Pawłów) utworzono 1 stycznia 1960 w powiecie bialskim w woj. lubelskim z obszarów zniesionych gromad Pawłów Nowy i Bubel Stary w tymże powiecie; w skład nowo utworzonej gromady Pawłów Stary weszła również wieś Pawłów Stary (siedziba nowej GRN), którą wyłączono z gromady Janów Podlaski w tymże powiecie.
Pod koniec lat 1960. obowiązywała nazwa gromada Stary Pawłów.
1 stycznia 1969 gromadę Stary Pawłów zniesiono, włączając jej obszar do gromad Konstantynów (wsie Antolin i Gnojno) i Janów Podlaski (wsie Stare Buczyce, Bubel, Granna, Bubel Łukowiska, Stary Bubel, Jakówki, Nowy Pawłów, Stary Pawłów, Peredyło i Romanów) w tymże powiecie.